# C12orf74
C12orf74 (англ. Chromosome 12 open reading frame 74) – білок, який кодується однойменним геном, розташованим у людей на 12-й хромосомі. Довжина поліпептидного ланцюга білка становить 190 амінокислот, а молекулярна маса — 21 196.
| 10         |  | 20         |  | 30         |  | 40         |  | 50         |
| ---------- |  | ---------- |  | ---------- |  | ---------- |  | ---------- |
| MEKTESFCPE |  | VPPQDCGASP |  | RPSLRSLPKN |  | QGSLLQFDRQ |  | APGRISTSPT |
| LRRLRTRGCG |  | TRQDAWQVTT |  | WGSWGAPVGF |  | PCYLSKSLPG |  | SPKDSSHLLS |
| PLRLHSRLTS |  | EPERALNAAD |  | SLEPQTRPTD |  | KYLPPELQPV |  | NEGSLHQASL |
| RQQEGHFLPS |  | PTLRHPSPQG |  | EELHPSRCVC |  | IYFLRCYDIC |  |            |

A: Аланін

C: Цистеїн

D: Аспарагінова кислота

E: Глутамінова кислота

F: Фенілаланін

G: Гліцин

H: Гістидин

I: Ізолейцин

K: Лізин

L: Лейцин

M: Метіонін

N: Аспарагін

P: Пролін

Q: Глутамін

R: Аргінін

S: Серин

T: Треонін

V: Валін

W: Триптофан

Задіяний у такому біологічному процесі, як альтернативний сплайсинг. 